# 彼得·惠斯特拉
彼得·惠斯特拉 （Pieter Egge Huistra，1967年1月18日—），荷兰足球教练和已退役足球運動員，退役前司職边锋。 1990-1995年间，彼得·惠斯特拉效力于苏格兰超级联赛的流浪者足球俱乐部。2009年4月24日，彼得·惠斯特拉出任阿贾克斯主教练。